# Enrico I di Mödling
Enrico di Mödling, soprannominato il Vecchio, (1158 – 1223) fu "duca" di Mödling dal 1177 alla morte. Fu il secondo figlio di Enrico II di Babenberg. Le sue terre si estendevano da Liesing a Piesting e Bruck an der Leitha. Il primo utilizzo noto del titolo "duca di Mödling" risale al 1205.

## Biografia
Enrico fu nominato cavaliere con suo fratello Leopoldo V nel 1174.
Alla morte del padre, Enrico II d'Austria, ricevette le terre di Mödling da suo fratello Leopoldo V d'Austria intorno al 1177. L'omonimo castello divenne la sua sede del potere. 
Andò a Vienna il 25 agosto 1190 per salutare suo fratello prima che questo partisse per la terza crociata mentre si recava in Italia per fare da rappresentante dei Babenberg all'incoronazione di Enrico VI, imperatore del Sacro Romano Impero nella primavera del 1191.
Egli prese parte alla crociata tedesca del 1197 con suo nipote Federico I d'Austria e Volchero, vescovo di Passau. Il 6 giugno 1197 si trovava nell'accampamento della corte imperiale a Castro San Giovanni e pochi giorni dopo, assieme al duca Federico, a Linaria. Quando lasciarono la Puglia per raggiungere la Sicilia, due navi affondarono in mare con sopra gli abati di Werd e Beuern. L'imperatore assunse quindi il pieno comando e ordinò a Corrado, arcivescovo di Magonza e cancelliere di Germania di guidare la flotta sul Mediterraneo. Salparono all'inizio di settembre del 1197 e arrivarono ad Acri poche settimane dopo.
Il ramo della linea Babenberg da lui fondato non si concentrò su questioni inerenti alla guerra, ma si interessò principalmente alle arti. Il suo cognome è alquanto confuso, poiché Mödling non era un ducato separato, ma un ducato subordinato e governato dai Babenberg a Vienna. Il territorio da lui retto conobbe in questo periodo prosperità marginale. Durante il suo governo, costruì il castello di Mödling nel XII secolo. L'ospite più importante fu il menestrello Walther von der Vogelweide nel 1219. Fu sepolto con suo fratello Leopoldo V d'Austria e suo nipote Federico I d'Austria nell'abbazia di Heiligenkreuz.

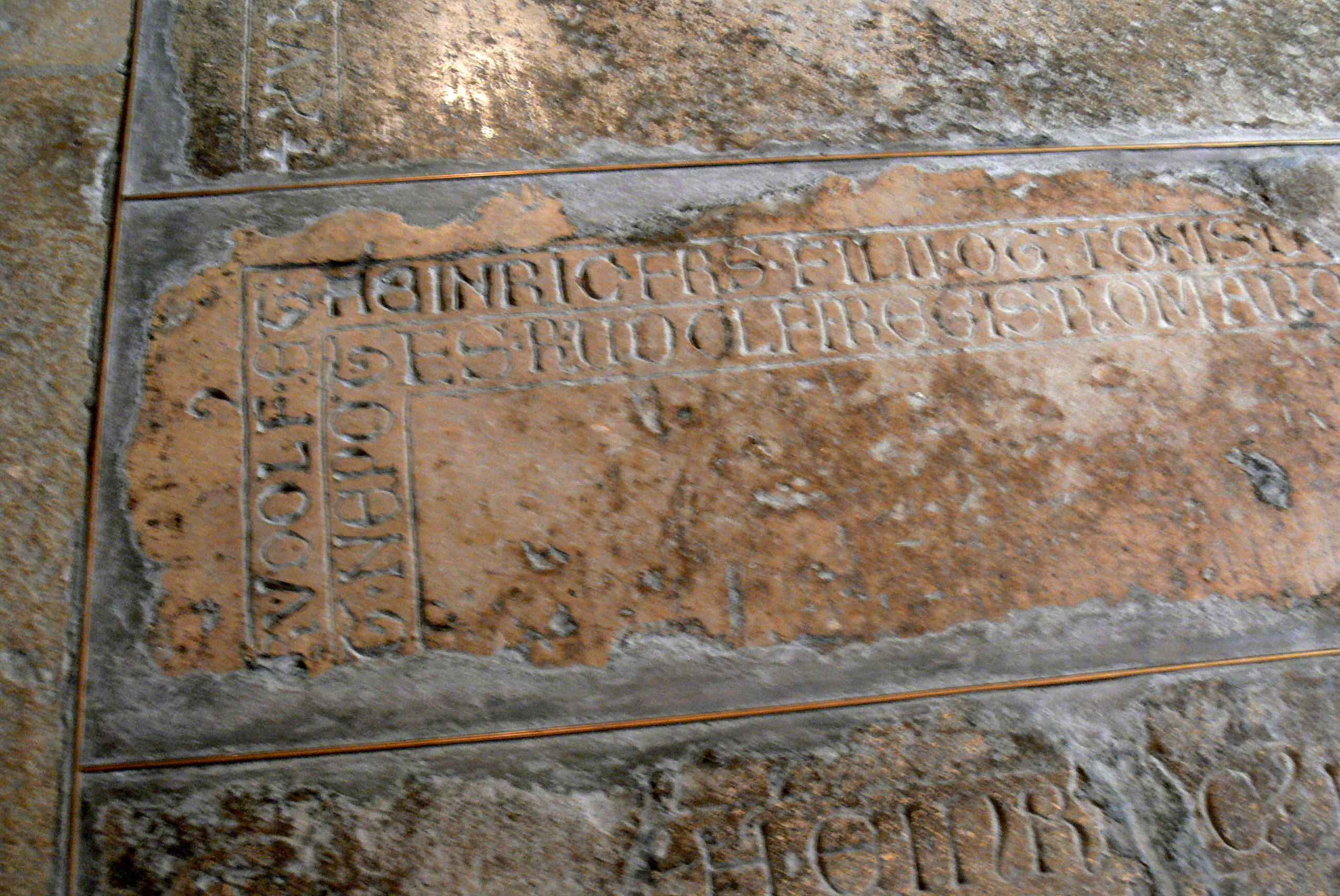
Tomba di Enrico nell'abbazia di Heiligenkreuz.

## Matrimonio e figli
Sposò Richeza di Boemia († 19 aprile 1182), figlia di Vladislao II, duca di Boemia della dinastia Přemyslide e di Giuditta di Turingia della dinastia Ludovingia. Essi ebbero:
- Enrico III, duca di Mödling soprannominato il Giovane.[6]

## Ascendenza
|                           |                     |                            | Genitori                |  |  | Nonni |  |  | Bisnonni                 |  |  | Trisnonni            |  |
|                           |                     |                            |                         |  |  |       |  |  | Leopoldo II di Babenberg |  |  | Ernesto di Babenberg |  |
|                           |                     |                            |                         |  |  |       |  |  | Leopoldo II di Babenberg |  |  | Ernesto di Babenberg |  |
|                           |                     | Adelaide di Eilenburg      |                         |  |  |       |  |  | Leopoldo II di Babenberg |  |  |                      |  |
| Leopoldo III di Babenberg |                     |                            |                         |  |  |       |  |  | Leopoldo II di Babenberg |  |  |                      |  |
|                           |                     | Ida di Formbach-Ratelnberg | Rapoto IV di Cham       |  |  |       |  |  |                          |  |  |                      |  |
|                           |                     | Ida di Formbach-Ratelnberg | Rapoto IV di Cham       |  |  |       |  |  |                          |  |  |                      |  |
|                           |                     | Ida di Formbach-Ratelnberg | Mathilde                |  |  |       |  |  |                          |  |  |                      |  |
| Enrico II di Babenberg    |                     | Ida di Formbach-Ratelnberg |                         |  |  |       |  |  |                          |  |  |                      |  |
|                           |                     | Enrico IV di Franconia     | Enrico III il Nero      |  |  |       |  |  |                          |  |  |                      |  |
|                           |                     | Enrico IV di Franconia     | Enrico III il Nero      |  |  |       |  |  |                          |  |  |                      |  |
|                           |                     | Enrico IV di Franconia     | Agnese di Poitou        |  |  |       |  |  |                          |  |  |                      |  |
| Agnese di Waiblingen      |                     | Enrico IV di Franconia     |                         |  |  |       |  |  |                          |  |  |                      |  |
|                           |                     | Berta di Savoia            | Oddone di Savoia        |  |  |       |  |  |                          |  |  |                      |  |
|                           |                     | Berta di Savoia            | Oddone di Savoia        |  |  |       |  |  |                          |  |  |                      |  |
|                           |                     | Berta di Savoia            | Adelaide di Susa        |  |  |       |  |  |                          |  |  |                      |  |
| Enrico I di Mödling       |                     | Berta di Savoia            |                         |  |  |       |  |  |                          |  |  |                      |  |
|                           | Giovanni II Comneno | Alessio I Comneno          |                         |  |  |       |  |  |                          |  |  |                      |  |
|                           | Giovanni II Comneno | Alessio I Comneno          |                         |  |  |       |  |  |                          |  |  |                      |  |
|                           | Giovanni II Comneno | Irene Ducaena              |                         |  |  |       |  |  |                          |  |  |                      |  |
| Andronikos Comneno        | Giovanni II Comneno |                            |                         |  |  |       |  |  |                          |  |  |                      |  |
|                           |                     | Piroska d'Ungheria         | Ladislao I d'Ungheria   |  |  |       |  |  |                          |  |  |                      |  |
|                           |                     | Piroska d'Ungheria         | Ladislao I d'Ungheria   |  |  |       |  |  |                          |  |  |                      |  |
|                           |                     | Piroska d'Ungheria         | Adelaide di Rheinfelden |  |  |       |  |  |                          |  |  |                      |  |
| Teodora Comnena           |                     | Piroska d'Ungheria         |                         |  |  |       |  |  |                          |  |  |                      |  |
|                           |                     | …                          | …                       |  |  |       |  |  |                          |  |  |                      |  |
|                           |                     | …                          | …                       |  |  |       |  |  |                          |  |  |                      |  |
|                           |                     | …                          | …                       |  |  |       |  |  |                          |  |  |                      |  |
| Irene                     |                     | …                          |                         |  |  |       |  |  |                          |  |  |                      |  |
|                           |                     | …                          | …                       |  |  |       |  |  |                          |  |  |                      |  |
|                           |                     | …                          | …                       |  |  |       |  |  |                          |  |  |                      |  |
|                           |                     | …                          | …                       |  |  |       |  |  |                          |  |  |                      |  |
|                           |                     | …                          |                         |  |  |       |  |  |                          |  |  |                      |  |